# Tarbha
Tarbha (o Tarabha, Torba) è una città dell'India di 7.993 abitanti, situata nel distretto di Subarnapur, nello stato federato dell'Orissa. In base al numero di abitanti la città rientra nella classe V (da 5.000 a 9.999 persone).

## Geografia fisica
La città è situata a 20° 43' 60 N e 83° 39' 0 E e ha un'altitudine di 129 m s.l.m..

## Società

### Evoluzione demografica
Al censimento del 2001 la popolazione di Tarbha assommava a 7.993 persone, delle quali 4.070 maschi e 3.923 femmine. I bambini di età inferiore o uguale ai sei anni assommavano a 937, dei quali 469 maschi e 468 femmine. Infine, coloro che erano in grado di saper almeno leggere e scrivere erano 5.461, dei quali 3.193 maschi e 2.268 femmine.